# Западный дивизион (Американская лига)
Западный дивизион Американской лиги — один из шести дивизионов Главной лиги бейсбола, сформированный в результате расширения лиги. В 1969 году количество участников МЛБ выросло с 20 до 24. В Американскую лигу были приняты «Канзас-Сити Роялс» и Сиэтл Пайлотс (в настоящее время «Милуоки Брюэрс»). Новичками Национальной лиги стали «Сан-Диего Падрес» и Монреаль Экспос (в настоящее время «Вашингтон Нэшионалс»). Каждая лига была разделена на два дивизиона по шесть команд: «Восток» и «Запад». Участниками Западного дивизиона Американской лиги стали: Калифорния Энджелс, Канзас-Сити Роялс, Миннесота Твинс, Окленд Атлетикс, Сиэтл Пайлотс и Чикаго Уайт Сокс.
Перед сезоном 1972 клуб Восточного дивизиона «Вашингтон Сенаторз» переехал в Техас и продолжил выступление Западном дивизионе как «Техас Рейнджерс». Для выравнивания количества участников Милуоки Брюэрс были переведены в Восточный дивизион.
В 1977 году в Американскую лигу были приняты Сиэтл Маринерс и Торонто Блю Джейс. «Маринерс» стали новыми участниками Западного дивизиона.
К сезону 1994 количество команд в каждой лиге выросло до 14 (в 1993 году Национальную лигу пополнили Колорадо Рокиз и Флорида Марлинс). В каждой лиге был добавлен третий дивизион «Центральный», и произведено перераспределение команд.
В результате «Роялс», «Твинс» и «Уайт Сокс» покинули Западный дивизион и продолжили свое выступление в созданном Центральном дивизионе. В течение следующих 19 сезонов в дивизионе было 4 участника. В сезона 2013 Хьюстон Астрос стал пятым участником дивизиона.
Всем действующим членам дивизиона удавалось выиграть дивизион как минимум дважды. Самой успешной командой дивизиона являются Окленд Атлетикс (выиграли 16 титулов + 4 раза получали уайлд-кард).
Хьюстон Астрос — действующий (2019) чемпион дивизиона (3-й титул). Команда уверенно выиграла дивизион в третьем сезоне подряд, показав по итогам регулярного сезона лучший результат среди всех команд МЛБ (107-55).

## Состав участников

### Текущие
- Лос-Анджелес Энджелс — член дивизиона с момента его основания. На момент формирования дивизиона носил название «Калифорния Энджелс»
- Окленд Атлетикс — член дивизиона с момента его основания.
- Сиэтл Маринерс — член дивизиона с сезона 1977. Клуб добавлен в результате расширения лиги.
- Техас Рейнджерс — член дивизиона с сезона 1972. Ранее выступал в Западном дивизионе Американской лиги.
- Хьюстон Астрос- член дивизиона с сезона 2013. Ранее выступал в Центральном дивизионе Национальной лиги.

### Прошлые
- Канзас-Сити Роялс — член дивизиона с момента его основания. В сезоне 1994 переведен в Центральный дивизион Американской лиги.
- Милуоки Брюэрс — член дивизиона с момента его основания (прежнее название «Сиэтл Пайлотс»). В сезоне 1972 переведен в Восточный дивизион Американской лиги.
- Миннесота Твинс — член дивизиона с момента его основания. В сезоне 1994 переведен в Центральный дивизион Американской лиги.
- Чикаго Уайт Сокс — член дивизиона с момента его основания. В сезоне 1994 переведен в Центральный дивизион Американской лиги.

## Результаты

### Чемпионы дивизиона
| Сезон | Команда                                                      | Регулярный сезон                                             | Регулярный сезон                                             | Выступление в Плей-офф                                                                             |                                                              |
| Сезон | Команда                                                      | В — П                                                        | %                                                            | Выступление в Плей-офф                                                                             |                                                              |
| ----- | ------------------------------------------------------------ | ------------------------------------------------------------ | ------------------------------------------------------------ | -------------------------------------------------------------------------------------------------- | ------------------------------------------------------------ |
| 1969  | Миннесота Твинс                                              | 97 — 65                                                      | .599                                                         | ЧСАЛ: поражение (Ориолс: 0-3)                                                                      |                                                              |
| 1970  | Миннесота Твинс                                              | 98 — 64                                                      | .605                                                         | ЧСАЛ: поражение (Ориолс: 0-3)                                                                      |                                                              |
| 1971  | Окленд Атлетикс                                              | 101 — 61                                                     | .623                                                         | ЧСАЛ: поражение (Ориолс: 0-3)                                                                      |                                                              |
| 1972  | Окленд Атлетикс                                              | 93 — 62                                                      | .600                                                         | ЧСАЛ: победа (Тайгерс: 3-2) → Мировая серия: победа (Редс: 4-3)                                    |                                                              |
| 1973  | Окленд Атлетикс                                              | 94 — 68                                                      | .580                                                         | ЧСАЛ: победа (Ориолс: 3-2) → Мировая серия: победа (Метс: 4-3)                                     |                                                              |
| 1974  | Окленд Атлетикс                                              | 90 — 72                                                      | .556                                                         | ЧСАЛ: победа (Ориолс: 3-1) → Мировая серия: победа (Доджерс: 4-1)                                  |                                                              |
| 1975  | Окленд Атлетикс                                              | 98 — 64                                                      | .605                                                         | ЧСАЛ: поражение (Ред Сокс: 0-3)                                                                    |                                                              |
| 1976  | Канзас-Сити Роялс                                            | 90 — 72                                                      | .556                                                         | ЧСАЛ: поражение (Янкис: 2-3)                                                                       |                                                              |
| 1977  | Канзас-Сити Роялс                                            | 102 — 60                                                     | .630                                                         | ЧСАЛ: поражение (Янкис: 2-3)                                                                       |                                                              |
| 1978  | Канзас-Сити Роялс                                            | 92 — 70                                                      | .568                                                         | ЧСАЛ: поражение (Янкис: 1-3)                                                                       |                                                              |
| 1979  | Калифорния Энджелс                                           | 88 — 74                                                      | .543                                                         | ЧСАЛ: поражение (Ориолс: 1-3)                                                                      |                                                              |
| 1980  | Канзас-Сити Роялс                                            | 97 — 65                                                      | .599                                                         | ЧСАЛ: победа (Янкис: 3-1) → Мировая серия: поражение (Филлис: 2-4)                                 |                                                              |
| 1981  | Окленд Атлетикс                                              | 64 — 45                                                      | .587                                                         | СДАЛ: победа (Роялс: 3-0) → ЧСАЛ: поражение (Янкис: 0-3)                                           |                                                              |
| 1982  | Калифорния Энджелс                                           | 93 — 69                                                      | .574                                                         | ЧСАЛ: поражение (Брюэрс: 2-3)                                                                      |                                                              |
| 1983  | Чикаго Уайт Сокс                                             | 99 — 63                                                      | .611                                                         | ЧСАЛ: поражение (Ориолс: 1-3)                                                                      |                                                              |
| 1984  | Канзас-Сити Роялс                                            | 84 — 78                                                      | .519                                                         | ЧСАЛ: поражение (Тайгерс: 0-3)                                                                     |                                                              |
| 1985  | Канзас-Сити Роялс                                            | 91 — 71                                                      | .562                                                         | ЧСАЛ: победа (Блю Джейс: 4-3) → Мировая серия: победа (Кардиналс: 4-3)                             |                                                              |
| 1986  | Калифорния Энджелс                                           | 92 — 70                                                      | .568                                                         | ЧСАЛ: поражение (Ред Сокс: 3-4)                                                                    |                                                              |
| 1987  | Миннесота Твинс                                              | 85 — 77                                                      | .525                                                         | ЧСАЛ: победа (Тайгерс: 4-1) → Мировая серия: победа (Кардиналс: 4-3)                               |                                                              |
| 1988  | Окленд Атлетикс                                              | 104 — 58                                                     | .642                                                         | ЧСАЛ: победа (Ред Сокс: 4-0) → Мировая серия: поражение (Доджерс: 1-4)                             |                                                              |
| 1989  | Окленд Атлетикс                                              | 99 — 63                                                      | .611                                                         | ЧСАЛ: победа (Блю Джейс: 4-1) → Мировая серия: победа (Джайентс: 4-0)                              |                                                              |
| 1990  | Окленд Атлетикс                                              | 103 — 59                                                     | .636                                                         | ЧСАЛ: победа (Ред Сокс: 4-0) → Мировая серия: поражение (Редс: 0-4)                                |                                                              |
| 1991  | Миннесота Твинс                                              | 95 — 67                                                      | .586                                                         | ЧСАЛ: победа (Блю Джейс: 4-1) → Мировая серия: победа (Брэйвз: 4-3)                                |                                                              |
| 1992  | Окленд Атлетикс                                              | 96 — 66                                                      | .593                                                         | ЧСАЛ: поражение (Блю Джейс: 2-4)                                                                   |                                                              |
| 1993  | Чикаго Уайт Сокс                                             | 94 — 68                                                      | .580                                                         | ЧСАЛ: поражение (Блю Джейс: 2-4)                                                                   |                                                              |
| 1994  | Сезон прерван (забастовка игроков). Результаты аннулированы. | Сезон прерван (забастовка игроков). Результаты аннулированы. | Сезон прерван (забастовка игроков). Результаты аннулированы. | Сезон прерван (забастовка игроков). Результаты аннулированы.                                       | Сезон прерван (забастовка игроков). Результаты аннулированы. |
| 1995  | Сиэтл Маринерс                                               | 79 — 66                                                      | .545                                                         | СДАЛ: победа (Янкис: 3-2) → ЧСАЛ: поражение (Индианс: 2-4)                                         |                                                              |
| 1996  | Техас Рейнджерс                                              | 90 — 72                                                      | .556                                                         | СДАЛ: поражение (Янкис: 1-3)                                                                       |                                                              |
| 1997  | Сиэтл Маринерс                                               | 90 — 72                                                      | .556                                                         | СДАЛ: поражение (Ориолс: 1-3)                                                                      |                                                              |
| 1998  | Техас Рейнджерс                                              | 88 — 74                                                      | .543                                                         | СДАЛ: поражение (Янкис: 0-3)                                                                       |                                                              |
| 1999  | Техас Рейнджерс                                              | 95 — 67                                                      | .586                                                         | СДАЛ: поражение (Янкис: 0-3)                                                                       |                                                              |
| 2000  | Окленд Атлетикс                                              | 91 — 70                                                      | .565                                                         | СДАЛ: поражение (Янкис: 2-3)                                                                       |                                                              |
| 2001  | Сиэтл Маринерс                                               | 116 — 46                                                     | .716                                                         | СДАЛ: победа (Индианс: 3-2) → ЧСАЛ: поражение (Янкис: 1-4)                                         |                                                              |
| 2002  | Окленд Атлетикс                                              | 103 — 59                                                     | .636                                                         | СДАЛ: поражение (Твинс: 2-3)                                                                       |                                                              |
| 2003  | Окленд Атлетикс                                              | 96 — 66                                                      | .593                                                         | СДАЛ: поражение (Ред Сокс: 2-3)                                                                    |                                                              |
| 2004  | Анахайм Энджелс                                              | 92 — 70                                                      | .568                                                         | СДАЛ: поражение (Ред Сокс: 0-3)                                                                    |                                                              |
| 2005  | Анахайм Энджелс                                              | 95 — 67                                                      | .586                                                         | СДАЛ: победа (Янкис: 3-2) → ЧСАЛ: поражение (Уайт Сокс: 1-4)                                       |                                                              |
| 2006  | Окленд Атлетикс                                              | 93 — 69                                                      | .574                                                         | СДАЛ: поражение (Тайгерс: 0-3)                                                                     |                                                              |
| 2007  | Анахайм Энджелс                                              | 94 — 68                                                      | .580                                                         | СДАЛ: поражение (Ред Сокс: 0-3)                                                                    |                                                              |
| 2008  | Анахайм Энджелс                                              | 100 — 62                                                     | .617                                                         | СДАЛ: поражение (Ред Сокс: 1-3)                                                                    |                                                              |
| 2009  | Анахайм Энджелс                                              | 97 — 65                                                      | .599                                                         | СДАЛ: победа (Ред Сокс: 3-0) → ЧСАЛ: поражение (Янкис: 2-4)                                        |                                                              |
| 2010  | Техас Рейнджерс                                              | 90 — 72                                                      | .556                                                         | СДАЛ: победа (Рейс: 3-2) → ЧСАЛ: победа (Янкис: 4-2) → Мировая серия: поражение (Джайентс: 1-4)    |                                                              |
| 2011  | Техас Рейнджерс                                              | 96 — 66                                                      | .593                                                         | СДАЛ: победа (Рейс: 3-1) → ЧСАЛ: победа (Тайгерс: 4-2) → Мировая серия: поражение (Кардиналс: 1-4) |                                                              |
| 2012  | Окленд Атлетикс                                              | 94 — 68                                                      | .580                                                         | СДАЛ: поражение (Тайгерс: 2-3)                                                                     |                                                              |
| 2013  | Окленд Атлетикс                                              | 96 — 66                                                      | .593                                                         | СДАЛ: поражение (Тайгерс: 2-3)                                                                     |                                                              |
| 2014  | Анахайм Энджелс                                              | 98 — 64                                                      | .605                                                         | СДАЛ: поражение (Роялс: 0-3)                                                                       |                                                              |
| 2015  | Техас Рейнджерс                                              | 88 — 74                                                      | .543                                                         | СДАЛ: поражение (Блю Джейс: 2-3)                                                                   |                                                              |
| 2016  | Техас Рейнджерс                                              | 95 — 67                                                      | .586                                                         | СДАЛ: поражение (Блю Джейс: 0-3)                                                                   |                                                              |
| 2017  | Хьюстон Астрос                                               | 101 — 61                                                     | .623                                                         | СДАЛ: победа (Ред Сокс: 3-1) → ЧСАЛ: победа (Янкис: 4-3) → Мировая серия: победа (Доджерс: 4-3)    |                                                              |
| 2018  | Хьюстон Астрос                                               | 103 — 59                                                     | .636                                                         | СДАЛ: победа (Индианс: 3-0) → ЧСАЛ: поражение (Ред Сокс: 1-4)                                      |                                                              |
| 2019  | Хьюстон Астрос                                               | 107 — 55                                                     | .660                                                         | СДАЛ: победа (Рейс: 3-2) → ЧСАЛ: победа (Янкис: 4-2) → Мировая серия: поражение (Нэшионалс: 3-4)   |                                                              |

### Обладатели уайлд-кард
Первоначально уайлд-кард получала одна команда — лучшая из команд лиги, не являющихся чемпионом дивизиона. Место уайлд-кард позволяло напрямую принять участие в Серии дивизионов. Начиная с сезона 2012, две команды в каждой лиге получают уайлд-кард. Право участия в Серии дивизионов разыгрывается в дополнительном раунде уайлд-кард (1 игра).
| Сезон | Команда         | Регулярный сезон | Регулярный сезон | Выступление в Плей-офф                                                                        |
| Сезон | Команда         | В — П            | %                | Выступление в Плей-офф                                                                        |
| ----- | --------------- | ---------------- | ---------------- | --------------------------------------------------------------------------------------------- |
| 2000  | Сиэтл Маринерс  | 91 — 71          | .562             | СДАЛ: победа (Уайт Сокс: 3-0) → ЧСАЛ: поражение (Янкис: 2-4)                                  |
| 2001  | Окленд Атлетикс | 102 — 60         | .630             | СДАЛ: поражение (Янкис: 2-3)                                                                  |
| 2002  | Анахайм Энджелс | 99 — 63          | .611             | СДАЛ: победа (Янкис: 3-1) → ЧСАЛ: победа (Твинс: 4-1) → Мировая серия: победа (Джайентс: 4-3) |
| 2012  | Техас Рейнджерс | 93 — 69          | .574             | Раунд уайлд-кард: поражение (Ориолс)                                                          |
| 2014  | Окленд Атлетикс | 88 — 74          | .543             | Раунд уайлд-кард: поражение (Роялс)                                                           |
| 2015  | Хьюстон Астрос  | 86 — 76          | .531             | СДАЛ: поражение (Роялс: 2-3)                                                                  |
| 2018  | Окленд Атлетикс | 97 — 65          | .599             | Раунд уайлд-кард: поражение (Янкис)                                                           |
| 2019  | Окленд Атлетикс | 97 — 65          | .599             | Раунд уайлд-кард: поражение (Рейс)                                                            |

### Сводная статистика
| Команда              | Чемпион дивизиона | Чемпион дивизиона                                                                              | Обладатель уайлд-кард | Обладатель уайлд-кард  |
| Команда              | Титулы            | Сезоны                                                                                         | Титулы                | Сезоны                 |
| -------------------- | ----------------- | ---------------------------------------------------------------------------------------------- | --------------------- | ---------------------- |
| Окленд Атлетикс      | 16                | 1971, 1972, 1973, 1974, 1975, 1981, 1988, 1989, 1990, 1992, 2000, 2002, 2003, 2006, 2012, 2013 | 4                     | 2001, 2014, 2018, 2019 |
| Лос-Анджелес Энджелс | 9                 | 1979, 1982, 1986, 2004, 2005, 2007, 2008, 2009, 2014                                           | 1                     | 2003                   |
| Техас Рейнджерс      | 7                 | 1996, 1998, 1999, 2010, 2011, 2015, 2016                                                       | 1                     | 2012                   |
| Канзас-Сити Роялс    | 6                 | 1976, 1977, 1978, 1980, 1984, 1985                                                             | 0                     | -                      |
| Миннесота Твинс      | 4                 | 1969, 1970, 1987, 1991                                                                         | 0                     | -                      |
| Сиэтл Маринерс       | 3                 | 1995, 1997, 2001                                                                               | 1                     | 2000                   |
| Хьюстон Астрос       | 3                 | 2017, 2018, 2019                                                                               | 1                     | 2015                   |
| Чикаго Уайт Сокс     | 2                 | 1983, 1993                                                                                     | 0                     | -                      |
| Милуоки Брюэрс       | 0                 | -                                                                                              | 0                     | -                      |
| ВСЕГО:               | 50                |                                                                                                | 8                     |                        |

## Достижения в плей-офф
| Команда              | Чемпион Американской лиги | Чемпион Американской лиги          | Победы в Мировой серии | Победы в Мировой серии |
| Команда              | Титулы                    | Сезоны                             | Титулы                 | Сезоны                 |
| -------------------- | ------------------------- | ---------------------------------- | ---------------------- | ---------------------- |
| Окленд Атлетикс      | 6                         | 1972, 1973, 1974, 1988, 1989, 1990 | 4                      | 1972, 1973, 1974, 1989 |
| Миннесота Твинс      | 2                         | 1987, 1991                         | 2                      | 1987, 1991             |
| Канзас-Сити Роялс    | 2                         | 1980, 1985                         | 1                      | 1985                   |
| Хьюстон Астрос       | 2                         | 2017, 2019                         | 1                      | 2017                   |
| Техас Рейнджерс      | 2                         | 2010, 2011                         | 0                      | -                      |
| Лос-Анджелес Энджелс | 1                         | 2002                               | 1                      | 2002                   |
| Сиэтл Маринерс       | 0                         | -                                  | 0                      | -                      |
| Чикаго Уайт Сокс     | 0                         | -                                  | 0                      | -                      |
| Милуоки Брюэрс       | 0                         | -                                  | 0                      | -                      |
| ВСЕГО:               | 15                        |                                    | 9                      |                        |